# واغو مورادیان
وارتگس "واغو" مورادیان ( انگلیسی: Vardges "Vago" Muradian؛ ) روزنامه‌نگار و ویراستار ارمنی‌تبار اهل ایالات متحده آمریکا است. وی سردبیر و میزبان  می‌باشد.

## زندگی‌نامه
وی در در به دنیا آمد. وی پسر وازگن مورادیان می‌باشد. از دانشگاه جرج واشینگتن فارغ‌التحصیل گشت. 